# Пацавас, Александра
Алекса́ндра Паца́вас (англ. Alexandra Patsavas; род. 1968, Чикаго, Иллинойс, США) — американский музыкальный продюсер, известная по фильмам «Помни меня» (2010), «Хорошо быть тихоней» и «Сумерки. Сага: Рассвет — Часть 2» (2012), а также по телесериалам «Одинокие сердца», «Анатомия страсти» и «Сплетница». Номинировалась на премию «Грэмми» (2007).

## Биография
Родилась в греческой семье.
В 1990 году переехала в Лос-Анджелес для работы в букинг-агентстве.
В 1994 году начала работать в компании «Concorde Films» Роджера Кормана.
Учредила звукозаписывающие компании «Chop Shop Music Supervision» (1998) и «Chop Shop Records» (2007).

## Фильмография
- 1995 — Костоправ
- 1995 — Twisted Love
- 1995 — Не такие, как мы
- 1995 — Чёрный скорпион
- 1995 — Ведро крови
- 1995 — Пиранья
- 1995 — Тюрьма 3000 года
- 1996 — Criminal Hearts
- 1996 — Black Rose of Harlem
- 1996 — Inhumanoid
- 1996 — Alien Avengers
- 1996 — The Unspeakable
- 1996 — Last Exit to Earth
- 1996 — Humanoids from the Deep
- 1996 — Mercenary
- 1996 — Showgirl Murders
- 1996 — Marquis de Sade
- 1996 — Earth Minus Zero
- 1997 — Road Ends
- 1997 — Alien Avengers II
- 1997 — Born Bad
- 1997 — The Haunted Sea
- 1997 — Stripteaser II
- 1997 — Macon County Jail
- 1998 — Recoil
- 1998 — The Sender
- 1998 — Wilbur Falls
- 1998 — Extramarital
- 1998 — Overdrive
- 1998 — Гидеон
- 1999 — Happy, Texas
- 1999 — Can’t Stop Dancing
- 1999 — Saturn
- 1999 — Жара в Лос-Анджелесе
- 2000 — The Stray
- 2000 — Клуб разбитых сердец: Романтическая комедия
- 2000 — Супершпион
- 2000 — Big Monster on Campus
- 2000 — Red Team
- 2000 — Aladdin and the Adventure of All Time
- 2000 — Танцы в «Голубой игуане»
- 2000 — Attention Shoppers
- 2001 — Ночь вампиров
- 2001 — A Woman’s a Helluva Thing
- 2001 — Lip Service
- 2001 — Город пришельцев
- 2002 — Wasted
- 2002 — Lone Star State of Mind
- 2002 — A Time for Dancing
- 2002 — The Wonderful World of Disney
- 2003 — Bookies
- 2002—2003 — Джон До
- 2002—2003 — Fastlane
- 2003 — Медальон
- 2003—2004 — Skin
- 2003—2004 — Boston Public
- 2004—2005 — The Mountain
- 2003—2005 — 1-800-Missing
- 2003—2005 — Карнавал
- 2003—2005 — Вернуть из мёртвых
- 2005 — Мыслить как преступник
- 2005 — 8mm 2
- 2006 — Grey’s Anatomy: Straight to the Heart
- 2006 — Grey’s Anatomy: Under Pressure
- 2006 — Сдохни, Джон Такер!
- 2006 — Griffin & Phoenix
- 2006 — Grey’s Anatomy: Complications of the Heart
- 2005—2007 — Одинокие сердца
- 2007 — Невидимый
- 2007 — Grey’s Anatomy: Every Moment Counts
- 2006—2007 — Акула
- 2007 — Grey’s Anatomy: Come Rain or Shine
- 2008 — Сумерки
- 2009 — Замёрзшая из Майами
- 2008—2009 — Жизнь на Марсе
- 2003—2009 — Без следа
- 2006—2009 — 4исла
- 2009 — Сумерки. Сага. Новолуние
- 2010 — Помни меня
- 2009—2010 — Вспомни, что будет
- 2010 — Сумерки. Сага. Затмение
- 2011 — Без координат
- 2011 — Дилемма
- 2011 — Бобёр
- 2011 — Воды слонам!
- 2011 — Лучшая жизнь
- 2004—2011 — Спаси меня
- 2011 — Сумерки. Сага: Рассвет — Часть 1
- 2012 — Bronx Warrants
- 2007—2012 — Чак
- 2007—2012 — Сплетница
- 2012 — Хорошо быть тихоней
- 2012 — Сумерки. Сага: Рассвет — Часть 2
- 2012 — Gossip Girl: XO XO
- 2013 — Company Town
- 2013 — Дневники Кэрри
- 2013 — Тепло наших тел
- 2011—2013 — Пригород
- 2007—2013 — Частная практика
- 2013 — Культ
- 2013 — Are You Here
- 2013 — Scandal: The Secret Is Out
- 2013 — Голодные игры: И вспыхнет пламя
- 2013—2014 — Заложники
- 2014 — Верь
- 2014 — Сирены
- 2014 — Тайны Лауры
- 2014 — Род человеческий
- 2011—2014 — Зои Харт из южного штата
- 2007—2015 — Безумцы
- 2015 — Клуб жён астронавтов
- 2015—2016 — Теленовелла
- 2012—2016 — Скандал
- 2017 — З: Начало всего
- 2017 — Изумрудный город
- 2016—2017 — Улов
- 2016—2017 — Ривердейл
- 2005—2017 — Сверхъестественное
- 2017 — Бессильные
- 2016—2017 — Оттенки синего
- 2017 — Бойся своих желаний
- 2017 — Миднайт, Техас
- 2014—2017 — Как избежать наказания за убийство
- 2015—2017 — Люцифер
- 2017 — Чудо
- 2018 — Романовы
- 2017—2018 — Беглецы
- 2018 — A Futile and Stupid Gesture
- 2005—2018 — Анатомия страсти
- 2017—2018 — Династия
- 2018 — Для людей
- 2016—2018 — Последний кандидат
- 2018 — Station 19
- 2018 — Road Narrows